# L'infedele (programma televisivo)
L'infedele è stato un programma televisivo condotto dal giornalista Gad Lerner in onda su LA7 dal 2002 al 2012.
Il formato era quello di un approfondimento politico e culturale che affrontava i principali temi del momento e questioni di politica italiana ed estera. Il programma dava ampio spazio anche alla religione e alla storia. Questi argomenti venivano trattati con un dibattito tra politici, giornalisti ed economisti.
Gli impegni derivati da questa trasmissione avevano in precedenza costretto Lerner ad abbandonare la conduzione di Otto e mezzo.
Dalla stagione 2011-2012 il programma è stato prodotto e trasmesso in alta definizione, andando in onda in HD a 1080i su LA7 HD e, in replica, nel palinsesto notturno di LA7d e LA7d HD.

## Chiusura
L'edizione 2012/2013 è iniziata il 3 settembre 2012 sempre su LA7 e, per la prima volta, si scontra, nello stesso slot orario del lunedì sera, con altri programmi simili, tra cui Quinta colonna, il nuovo talk show politico di Rete 4 che ha costantemente doppiato negli ascolti il programma di La7, e la puntata del lunedì sera di Che tempo che fa su Rai 3. A causa del flop auditel appena citato, il 25 novembre 2012 la dirigenza di La7 ha deciso che, dopo la consueta pausa natalizia, dal gennaio 2013 il programma si sarebbe spostato nella seconda serata del venerdì nello slot orario delle 22.30-24.00 circa, mentre al lunedì sera arriva la terza edizione di Piazzapulita.
Contrariamente a quanto inizialmente deciso dalla direzione di La7, l'8 dicembre 2012 Gad Lerner ha annunciato sul suo blog di aver chiesto e ottenuto che la puntata di lunedì 10 dicembre sarà l'ultima della serie de L'infedele, programma chiuso in anticipo dopo 10 anni e quasi 350 puntate andate in onda. L'ultima puntata ottenne un ascolto superiore alla media: 1.110.000 telespettatori e il 4.80% di share.
Gad Lerner è tornato, il 25 gennaio 2013 alla conduzione di Zeta. La prima puntata di tale programma riscosse 1.259.000 telespettatori e uno share del 7,21%.

## Sigla
La sigla del programma era il Magnificat in re maggiore BWV 243 di J.S. Bach, nella versione diretta da Emmanuelle Haïm.

## Controversie
Il 1º marzo 2010 L'infedele non va in onda: Lerner aveva preparato una puntata sulle truffe di Fastweb e di Telecom Italia Sparkle ma l'amministratore delegato di Telecom Italia Media sostiene inopportuna la trasmissione per rispetto all'attività giudiziaria in corso. La puntata andrà in onda l'8 marzo, trattando gli stessi temi.